# Samuel Ebuka Obi
Samuel Ebuka Obi (* 29. Mai 2003) ist ein nigerianischer Fußballspieler auf der Position eines Stürmers. Seit der Saison 2021/22 spielt er beim ND Gorica, für den er in der Spielzeit 2022/23 in der Profimannschaft mit Spielbetrieb in der höchsten slowenischen Fußballliga debütierte.

## Karriere
Samuel Ebuka Obi wurde am 29. Mai 2003 geboren, begann seine Fußballkarriere in seiner nigerianischen Heimat und spielte zuletzt beim KSM Sport FA, dem KSM Sport Football Agency. 2021 schaffte er den Sprung nach Europa und wurde in der Nachwuchsabteilung des slowenischen Erstligisten ND Gorica aufgenommen. Die Saison 2021/22 verbrachte er zur Gänze in der U-19-Auswahl mit Spielbetrieb in der 2. Slovenska Mladinska Liga Zahod, wobei er bei 20 Ligaeinsätzen auf 21 Treffer kam und damit am Ende der Saison, zusammen mit Tim Mahne Vatovec vom NK Tabor Sežana, der es auf ebenso viele Treffer gebracht hatte, der mit Abstand erfolgreichste Torschütze der Liga war. Gleich von Saisonbeginn 2022/23 an wurde der Nigerianer als Ersatzspieler der Profimannschaft geführt und kam im dritten Saisonspiel, einer 0:1-Heimniederlage gegen den NK Radomlje am 29. Juli 2022, zu seinem Profidebüt, als er von seinem Trainer Miran Srebrnič in der 69. Spielminute für Alen Krajnc eingewechselt wurde. Danach saß er noch in einigen weiteren Ligaspielen uneingesetzt auf der Ersatzbank, ehe er im September 2022 bis zum Ende der Saison an den slowenischen Drittligisten NK Brda verliehen wurde.
In der Weststaffel der 3. SNL fungierte Obi als Stammspieler und brachte es auf elf Torerfolge bei 20 Meisterschaftseinsätzen für den Klub aus der an der Grenze zu Italien liegenden Ortschaft Dobrovo. Hierbei gelang ihm bei einem 4:1-Erfolg über Svoboda Ljubljana am 15. April 2023 auch sein erster Hattrick im Erwachsenenfußball. Mit dem Klub belegte er im Endklassement den achten Tabellenplatz und kam im Laufe der Saison zudem in einem Pokalspiel zum Einsatz. In der ersten Runde des slowenischen Fußballpokals 2022/23 kam er bei der 0:2-Niederlage und dem damit verbundenen frühen Aus gegen den ND Primorje zum Einsatz. Bereits in der Winterpause war Obi in den erweiterten Kader der nigerianischen U-20-Nationalmannschaft einberufen worden und nahm mit der Auswahl an der Qualifikation zur U-20-Fußball-Afrikameisterschaft 2023 teil. Nach erfolgreicher Qualifikation zum Afrika-Cup gehörte Obi bei diesem jedoch nicht zum finalen nigerianischen 21-Mann-Kader. Im Mai 2023 brach der Nigerianer während eines Ligaspiels plötzlich zusammen, musste 15 Minuten lang reanimiert werden und wurde danach zur weiteren Versorgung ins Krankenhaus von Šempeter gebracht. Nach weiteren Untersuchungen in der Hauptstadt Ljubljana erholte sich der 19-jährige Rechtsfuß wieder, fand aber in den letzten Saisonspielen keine Berücksichtigung mehr.
Für die Saison 2023/24 ist Obi als fixer Bestandteil der Profimannschaft des ND Gorica eingeplant.